# Vila Boa (Goiás)
| \| Vila Boa \|                       |
| Lage der Ortschaft Vila Boa in Goiás |
| Vila Boa                             |

| Vila Boa |

Vila Boa ist eine brasilianische politische Gemeinde im Bundesstaat Goiás in der Mesoregion Ost-Goiás und in der Mikroregion Entorno de Brasília. Sie liegt nordöstlich der brasilianischen Hauptstadt Brasília und von Goiânia, der Hauptstadt des Bundesstaates.

## Geographische Lage
Vila Boa grenzt
- im Osten an Flores de Goiás und Buritis-MG
- von Süd bis Nord an Formosa